# Ekfidonia simpliciata
Ekfidonia simpliciata là một loài bướm đêm trong họ Geometridae.